# Библиотека „Данило Киш“ у Теслићу
Јавна установа Народна библиотека „Данило Киш“ у Теслићу од својих почетака као радничка читаоница и организовања разних видова описмењавања па до данас једна је од најзначајнијих организација које се баве културном активношћу на подручју Теслића. Библиотека се налази у Карађорђевој улици бр. 6 у Теслићу.

## Историјат
За настанак ове библиотеке у великој мјери је значајано настанак и рани почеци кроз радничке читаонице. Радничка читаоница у Теслићу основана је 1899. године при „Дестилацији дрва“, за то вријеме, једном од најмодернијих индустријских постројења за прераду дрвета у Европи.
У прво вријеме Радничка читаоница је била под управом главног директора и самог предузећа. Њена улога је била да пружа стручну литературу о предузећи, као и да омогући мањем броју читалаца коришћење осталих књига и часописа у самом простору, а касније и за ношење кући. Интересантна је чињеница то да се радничка читаоница прво звала "Читаоничко друштво", да су све књиге и часописи, којих је у почетку било око 500 наслова, биле на њемачком језику и да су право на чланство имали само запослени у управи фабрике. Окупљајући се и тражећи своја основна права радници су затражили равноправно коришћење читаонице и у томе врло брзо успјели. Тако су донесена нова правила читаонице. Читаоница је добила име „Радничка читаоница“ и у њој су радници добили иста права као и управа фабрике. Од 1905. године у читаоници се набављају књиге на српском језику.
У периоду од оснивања па до пред Први свјетски рат „Радничка читаоница“ давала је значајан допринос културном животу Теслића. У оквиру читаонице постојале су и дилетантска, музичка и друге секције. Репертоар ових секција био је разноврстан и сваке године су се одржавале једна до двије забаве и неколико концерата и наступа пјевачких зборова. Током Првог свјетског рата престале су са радом све секције али је непосредно послије рата поново почеле са радом. До 1921. године посебно су се истакле тамбурашка, дилетантска и пјевачка секција. Године 1939. формирана је омладинска секција при „Радничкој читаоници“. Ова секција такође је имала више група. Њихов рад траје све до почетка Другог свјетског рата када они престају са својим дјеловањем.
У послијератном периоду од 1945. до 1953. године не постоје писани трагови о раду библиотеке према свједочењу грађана, традиција Радничке читаонице настављена је окупљањем и дјеловањем секције КУД „Пролетер“. У овом периоду прикупљене су књиге које су током рата савјесни грађани сачували у својим кућама, док је мањи број нових наслова и часописа набвљен касније.
Тек од 1953. године библиотека званично почиње са радом са једним хонорарним библиотекаром а од 1960. године тај библиотекар је стално запослен. У то вријеме књижни фонд бројао је 2.590 књига и интезивније се ради на прикупљању књига из Радничке читаонице, тако да је значајан број ових књига враћен у Библиотеку. Са годинама се повећава књижни фонд и број корисника Библиотеке иако је проблем смјештаја непрестано био присутан.
Библиотека је одувијек имала проблем са простором у којем бе радила свој цијењени задатак. Тај проблем је ријешен тако што је 1973. године библиотека интегрисана у Центар за културу, образовање и информисање. У овом периоду дјеловање библиотеке је проширено и на бројна сеоска подручја. Књиге су се носиле у 17 села у одређене дане. Од 1975. године библиотека је смјештена у Средњошколски центар што је донекле ријешило проблем са простором, иако овај простор није намјенски предвиђен за рад ове установе. У овом периоду значајно је повећан број књига којих је 1979. године бројило 18.600 наслова. Све до 1992. године Библиотека дјелује у саставу Центра за културу када се Одлуком Скупштине општине Теслић издваја као самостална установа под називом Јавна установа Народна библиотека „Данило Киш“ Теслић.

### Библиотека данас
Укупан књижни фонд Библиотеке износи око 40.000 књига, у оквиру кога се налази стручна књига, белетристика, стара и ријетка књига, завичајна збирка, књиге на страним језицима и периодична издања.
Књижни фонд библиотеке обрађен је у лисном и електронском каталогу.Годишње се у Библиотеку учлани око 1800 корисника.
У Библиотеци је запослено 6. радника који у свом раду прате достигнућа савременог библиотекарства његујући професионалан и љубазан однос према корисницима. У оквиру културно-просвјетне активности Библиотека организује књижевне вечери, промоције књига, програме за дјецу, изложбе и друге културне манифестације. Библиотека се повремено бави издавачком дјелатношћу са посебним акцентом на публикације којима се утемељује завичајна функција Библиотеке.
Поред тога, Библиотека се такође базира и на раду који се огледа кроз организацију разних видова културних дешавања. У та дешавања убрајамо књижевне вечери, креативне радионице за дјецу, друге активности које су везане за друге врсте умјетности.

## Организација
Основне организационе јединице Библиотеке су:
- Одјељење за одрасле
- Одјељење за дјецу
- Завичајна збирка
- Читаоница
- Збирка Др Дане Кусић

У одјељење за одрасле пружају се услуге издавања књига за читање лицима старим од 14 година. У понуди се налазе домаћи и страни наслове, како лектире и обавезни наслови, тако и белетристика, коју чине наслови бестселера аутора широм свијета. Такође, активно се ради на побољшању броја књига из године у годину како домаћих тако и страних наслова.
Одјељење за дјецу садржи књижни фонд од око 7.000 наслоова потрбним за едуковање и образовање дјеце до 14 година. У овом фонду може се наћи обавезне лектире за основну школу, сликовнице и друге врсте наслова која је прилагођена овом узрасту, која ће дјеци помоћи да развију љубав према књизи. поред тога омогућен је и простор за обављање одређених ваннаставних активности у циљу развоја дјеце и њихових размишљања, посебно кроз дјечије радионице.
Завичајна збирка прикупља и чува сав писани и штампани материјал који се односи на културну, политичку и економску историју завичаја. Сакупља дјела аутора који живе или су рођени на завичајној територији, или су духовно везани за њу без обзира на језик. У овој збирци налазе се дјела значајних аутора из Теслића: Богомира Ђукића, Петра Богуновића, Ранка Павловића, Војислава Јованића, Јована Душанића, Слободана Рељића, Алексе Касаповића и других.